# پرواز کن (ترانه هیلاری داف)
پرواز کن یا فلای (به انگلیسی: Fly) نام تک‌آهنگ هیلاری داف در آلبوم دومش، هیلاری داف است.